# Palazzo dei Priori

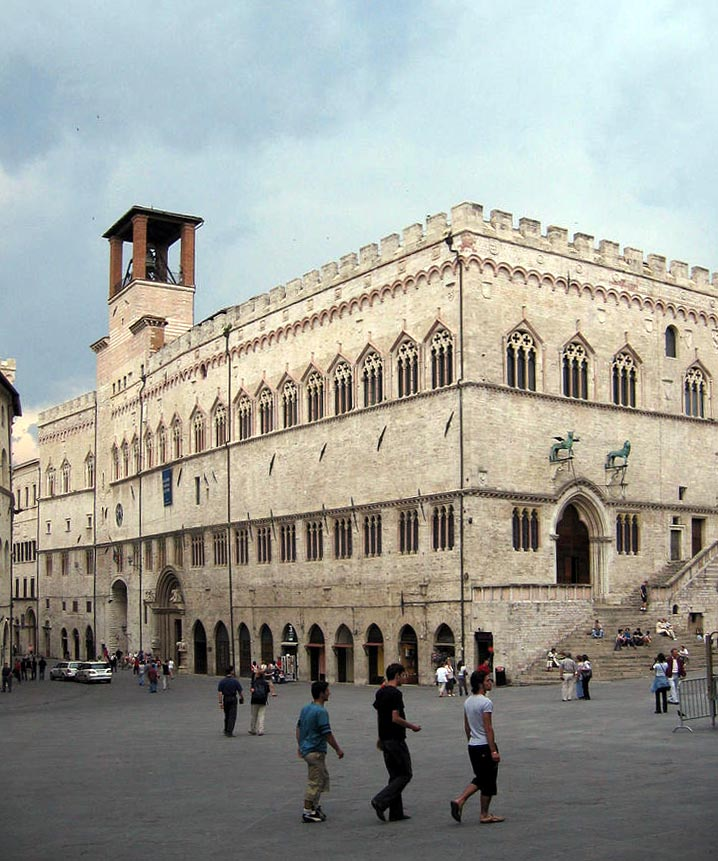
Palazzo dei Priori

In het Palazzo dei Priori is het stadhuis ondergebracht van Perugia, de hoofdstad van de provincie Umbrië in Italië.
Boven de toegangsdeur tot het Palazzo observeren een leeuw, het symbool van de Welfen, en een griffioen, het symbool van de stad, het plein tussen het stadhuis en de San Lorenzokathedraal.
Het stadhuis is een asymmetrisch geheel in gotische stijl. In 1297 werd met de bouw begonnen. Op de eerste verdieping bevinden zich de Sala dei Notari, met fresco's uit het begin van de 13e eeuw, en de Sala del Malconsiglio, de Zaal van het Slechte Advies. Deze werd zo genoemd omdat de stadsbestuurders hier omstreeks 1360 de beslissing namen een aantal gevangenen vrij te laten. Onder hen bevond zich de condottiere Sir John Hawkwood met zijn huurlingen. Het jaar daarop versloegen ze Perugia in de Slag bij Ponte San Giovanni. Perugia leerde zijn les: zijn burgers zouden in de toekomst nooit meer zo vriendelijk zijn.
In het stadhuis bevindt zich ook de Galleria Nazionale dell'Umbria, het museum met de rijkste verzameling kunstwerken van Umbrië. Bij de schilderijen in deze collectie is ook de Sienese school met Taddeo di Bartolo, Perugino en Pinturicchio goed vertegenwoordigd.